# Edificio La Alhambra
El edificio La Alhambra es un inmueble histórico construido a finales del siglo XIX en San José, Costa Rica. La construcción del mismo se realizó por encargo de Ramón Rojas Troyo, un acaudalado comerciante costarricense de la época. El edificio fue ensamblado en la ciudad con materiales y piezas importadas de Bélgica, y su construcción también fue supervisada por ingenieros belgas. 
Actualmente, La Alhambra es ocupada por varios almacenes y en ocasiones se utiliza para exposiciones artísticas.